# Березина (заповідне урочище, Ярмолинецький район)
Бере́зина — заповідне урочище місцевого значення в Україні. Об'єкт природно-заповідного фонду Хмельницької області. 
Розташоване в межах Ярмолинецького району Хмельницької області, між смт Ярмолинці та селом Сутківці. 
Площа 407 га. Статус присвоєно згідно з рішенням облвиконкому від 14.07.1977 року № 213, рішенням виконкому Хмельницької облради народних депутатів від 21.11.1984 року № 242 переведено з категорії парк-пам'ятка садово-паркового мистецтва в категорію заповідне урочище. Перебуває у віданні ДП «Ярмолинецький лісгосп» (Ярмолинецьке л-во, кв. 34-41). 
Статус присвоєно для збереження лісового масиву з цінними насадженнями дуба і граба, у домішку — ялина, береза.